# Đại học Kỹ thuật Quốc gia Donetsk
Đại học Kỹ thuật Quốc gia Donetsk (DonNTU) là trường đại học lâu đời nhất ở Donbass, được thành lập vào năm 1921. Trong những năm đầu, Nikita Khrushchev đã theo học tại trường này.
Ngôi trường này là một trong những cơ sở giáo dục đầu tiên ở khu vực Donbass và là một trong những trường đại học kỹ thuật đầu tiên ở Ukraina. Nhà trường có 27 000 sinh viên theo học tại 7 phân khoa  và 60 chuyên ngành chính.
Sau khi chính phủ Ukraina mất kiểm soát Donetsk vào năm 2014 trong chiến tranh ở Donbass, có hai tổ chức cạnh tranh hoạt động dưới cái tên này. Những người trung thành với Ukraina đã chuyển đến Pokrovsk và hoạt động với kiểm định của Ukraina . Các giảng viên thân Nga vẫn ở trong khuôn viên đại học Donetsk và hoạt động dưới sự cộng tác của Cộng hòa Nhân dân Donetsk.